# Maddie Corman
Maddie Corman (New York, 15 augustus 1970), geboren als Madeleine Cornman, is een Amerikaanse actrice.

## Biografie
Corman heeft de high school doorlopen aan de Barnard College in New York, deze school is een onderdeel van Columbia-universiteit. 
Corman begon in 1985 met acteren met de televisieserie ABC Afterschool Specials. Hierna heeft zij nog meerdere rollen gespeeld in televisieseries en films zoals Some Kind of Wonderful (1987), Mickey Blue Eyes (1999), Maid in Manhattan (2002), The Savages (2007), What Happens in Vegas... (2008) en Adam (2009).
Corman heeft ook diverse rollen gespeeld op off-Broadway theaters, zij speelde tweemaal op Broadway. In 2010 speelde zij in het toneelstuk The Next Fall als Holly, en in 2013 speelde zij in het toneelstuk Picnic als Irma Kronkite.
Corman was in het verleden getrouwd, en is op 6 september 1998 opnieuw getrouwd en heeft hieruit drie kinderen.

## Filmografie

### Films
Selectie:
- 2019 A Beautiful Day in the Neighborhood - als Dorothy
- 2017 Wonder Wheel - als psychiater
- 2016 Tallulah - als Vera
- 2013 Begin Again - als Philis
- 2009 Adam – als Robin
- 2008 What Happens in Vegas... – als advocate van Joy
- 2008 Sunshine Cleaning – als gaste op baby shower
- 2007 The Savages – als Annie
- 2002 Maid in Manhattan – als Leezette
- 1999 Mickey Blue Eyes – als Carol de fotografe
- 1990 The Adventures of Ford Fairlane – als Zuzu Petals
- 1987 Some Kind of Wonderful – als Laura Nelson
- 1985 Seven Minutes in Heaven – als Polly Franklin

### Televisieseries
Uitgezonderd eenmalige gastrollen.
- 2016 - 2021 Younger - als Julia - 5 afl.
- 2020 - 2021 Bull - als Marcia Grossman - 2 afl.
- 2018 Madam Secretary - als Donna Parker - 2 afl.
- 2017 When We Rise - als Phyllis Lyon - 2 afl.
- 2015 - 2016 Almost There - als Sophie - 10 afl.
- 2016 Divorce - als Carla Menotti - 2 afl.
- 2012 Smash – als Rene Walters – 2 afl.
- 1994 – 1995 All-American Girl – als Ruthie Latham – 18 afl.
- 1991 Square One Tv – als Babs Bengal – 4 afl.
- 1988 Kate & Allie – als Haven Claven – 2 afl.
- 1987 – 1988 Mr. President – als Cynthia Tresch – 24 afl.

- Biblioteca Nacional de España: XX4968220
- Bibliothèque nationale de France: cb16193496q (data)
- International Standard Name Identifier: 0000 0001 1701 0561
- Library of Congress Control Number: no2008045695
- SNAC: w6vv4kmt
- Virtual International Authority File: 120179839
- WorldCat: E39PBJmP7Ff9JDvcBMfY64v8md